# ميلبورن ستون
ميلبورن ستون (بالإنجليزية: Milburn Stone)‏ هو ممثل أمريكي، ولد في 5 يوليو 1904 في بورتون في الولايات المتحدة، وتوفي في 12 يونيو 1980 في لاهويا في الولايات المتحدة بسبب نوبة قلبية. من الجوائز التي نالها جائزة إيمي.

## أعمال

### أفلام
- (1938) مذنبون في الجنة
- (1939) عندما يأتي الغد
- (1943) شرلوك هولمز يواجه الموت
- (1952) المدينة الذرية

### مسلسلات
- غان سموك

## جوائز
- جائزة إيمي

## وصلات خارجية
- ميلبورن ستون على موقع IMDb (الإنجليزية)
- ميلبورن ستون على موقع ألو سيني (الفرنسية)
- ميلبورن ستون على موقع ميوزك برينز (الإنجليزية)
- ميلبورن ستون على موقع أول موفي (الإنجليزية)
- ميلبورن ستون على موقع قاعدة بيانات برودواي على الإنترنت (الإنجليزية)
- ميلبورن ستون على موقع قاعدة بيانات الأفلام السويدية (السويدية)
- ميلبورن ستون على موقع إن إن دي بي (الإنجليزية)
- ميلبورن ستون على موقع قاعدة بيانات الفيلم (الإنجليزية)
- ميلبورن ستون على موقع كينوبويسك (الروسية)